# Assassinato de Brian Thompson
Brian Thompson, CEO da UnitedHealthcare, foi baleado e morto do lado de fora da entrada do New York Hilton Midtown em Manhattan, Nova York, em 4 de dezembro de 2024. Ele estava na cidade para participar de uma reunião anual de investidores do UnitedHealth Group, empresa controladora da UnitedHealthcare, cuja sede fica nos subúrbios de Minneapolis, Minnesota. As autoridades acreditam que o ataque não foi aleatório e estão o investigando como um assassinato. O tiroteio ocorreu no início da manhã, e o suspeito, descrito como um homem branco, fugiu do local. Até 8 de dezembro, o agressor não foi detido. Thompson era CEO desde abril de 2021. Sua família relatou que ele havia recebido ameaças no passado.
A polícia acredita que ele foi inspirado pelo Ted Kaczynski de Industrial Society and Its Future e motivado por suas opiniões pessoais sobre seguro saúde. Uma lesão que ele sofreu pode ter influenciado.
O agressor foi amplamente elogiado pelo público estadunidense e o assassinato foi caracterizado como merecido e justificado; essas atitudes estão relacionadas à raiva em relação às práticas comerciais da UnitedHealth e do setor de seguros de saúde dos Estados Unidos em geral — principalmente suas estratégias para negar cobertura aos clientes. 
Em poucos dias, a ousadia das ações do agressor, juntamente com a celebração de seus motivos percebidos, o levaram a se tornar um herói popular americano.

## Contexto
Thompson foi o diretor executivo (CEO) da UnitedHealthcare, o braço de seguros do UnitedHealth Group, de abril de 2021 até sua morte. Sua viúva, Paulette, mencionou que ameaças foram feitas contra sua vida relacionadas à falta de cobertura, dizendo à NBC News: "Não sei detalhes. Só sei que ele disse que havia algumas pessoas que estavam o ameaçando."
Após a morte de Thompson, foi relatado que ele estava enfrentando um processo acusando ele e outros executivos de uso de informação privilegiada, depois que eles supostamente venderam milhões de dólares em ações enquanto a empresa era alvo de uma investigação federal que não foi divulgada aos acionistas. A UnitedHealth estava sob investigação do Departamento de Justiça desde outubro de 2023, e fontes internas, incluindo Thompson, conseguiram vender US$ 120 milhões de ações da UnitedHealth detidas pessoalmente antes da queda do valor das ações.

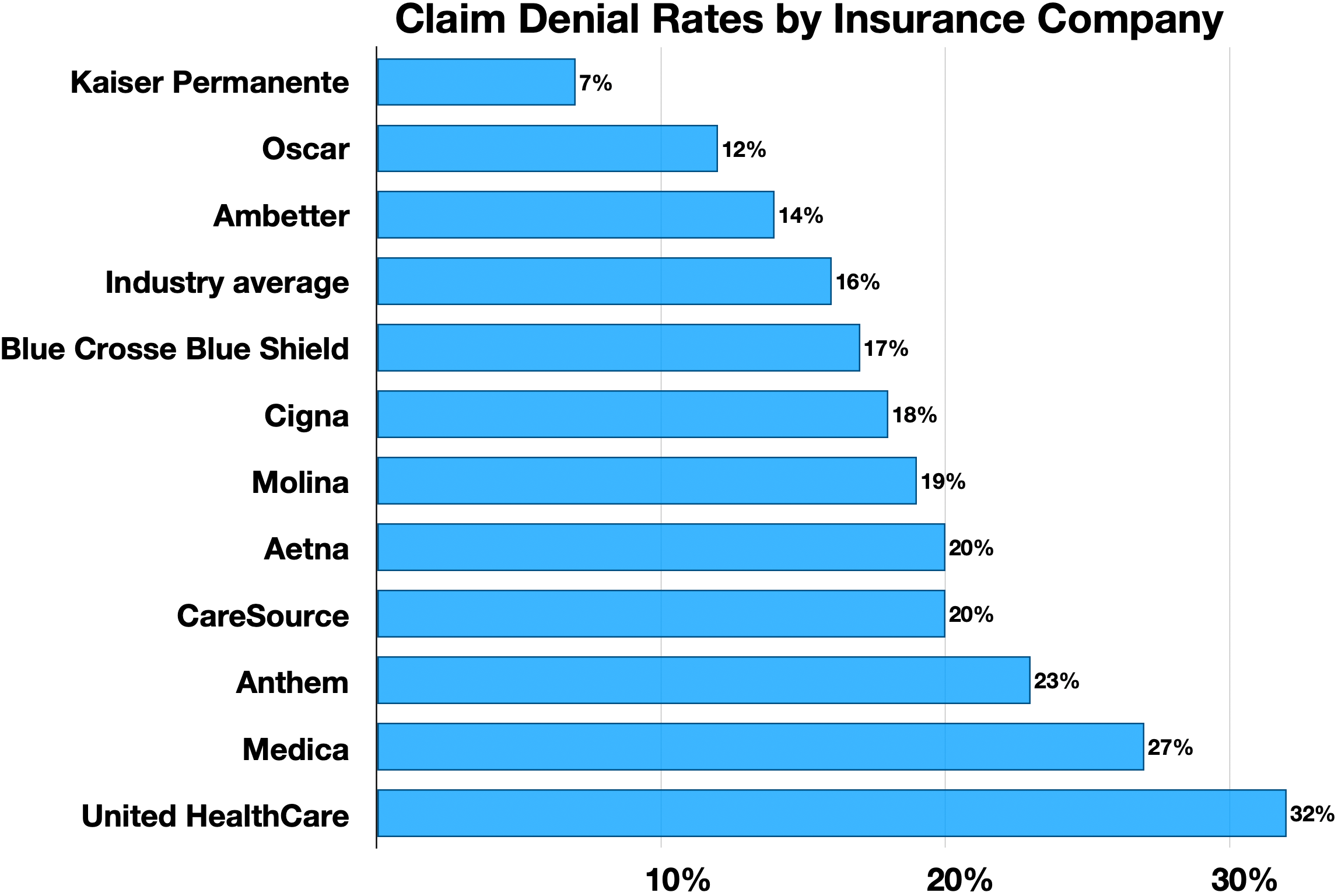
Taxas de negação de reivindicações por companhias de seguros, dia 5 de dezembro de 2024

A UnitedHealthcare assegura 49 milhões de estadunidenses e tinha US$ 281 bilhões em receitas para o ano fiscal de 2023. Em 2021, Thompson foi criticado em uma carta aberta da American Hospital Association devido a um plano da UnitedHealthcare de começar a negar o pagamento pelo que considerou visitas não críticas a salas de emergência de hospitais. A UnitedHealthcare tem sido amplamente criticada pela forma como lida com as reclamações. Ela e outras seguradoras foram nomeadas em um relatório de outubro de 2024 do Subcomitê Permanente de Investigações do Senado dos EUA, mostrando um aumento nas recusas de autorização prévia para pacientes do Medicare Advantage. Além disso, sob a liderança de Thompson, a UnitedHealthcare começou a usar inteligência artificial (IA) para automatizar a rejeição de pedidos de reembolso, o que resultou na impossibilidade de os pacientes acederem aos cuidados médicos necessários. Uma ação coletiva movida contra o UnitedHealth Group em novembro de 2023 alegou que a empresa empregou conscientemente um modelo de IA que tinha uma taxa de erro de 90%. Em setembro de 2024, uma manifestação foi realizada do lado de fora da sede da subsidiária do UnitedHealth Group e fornecedora de serviços farmacêuticos Optum em Eden Prairie, Minnesota, com manifestantes alegando que as práticas comerciais da Optum inflacionam os custos dos medicamentos e forçam as farmácias independentes a fecharem.

## Assassinato
Thompson estava na cidade de Nova York para uma reunião anual de investidores do UnitedHealth Group, e chegou na cidade dia 2 de dezembro. Dia 4 de dezembro de 2024, por volta das 6h45 EST, Thompson estava caminhando pela West 54th Street em direção ao hotel New York Hilton Midtown que sediaria a reunião. Um homem vestido com um moletom marrom-claro ou creme esperou do lado de fora do hotel por vários minutos. Com aproximadamente 20 pés (6 m) de distância de Thompson quando chegou à entrada, o homem disparou contra ele de uma pistola 9 mm com silenciador pelo menos duas vezes, atingindo-o nas costas e na panturrilha direita.
Uma câmera de circuito fechado de televisão registrou o assassinato. O assassino é visto realizando o disparo manualmente após cada tiro, fazendo com que os observadores inicialmente acreditassem que a arma era uma pistola semiautomática com defeito. No entanto, a partir de 7 de dezembro, a polícia acredita que o atirador pode ter usado a pistola B&T Station SIX-9, que é uma arma de fogo de repetição operada manualmente por design. Este tipo de pistola é especialmente silenciosa, mesmo para uma arma de fogo silenciada, devido à falta de um mecanismo de disparo semiautomático (envolvendo peças de metal impactando umas contra as outras) e se origina como uma arma de operações clandestinas usada especificamente para assassinato.
O assassino fugiu do local de bicicleta. Thompson foi levado ao hospital Mount Sinai West, onde foi declarado morto às 7h12.

## O Atirador

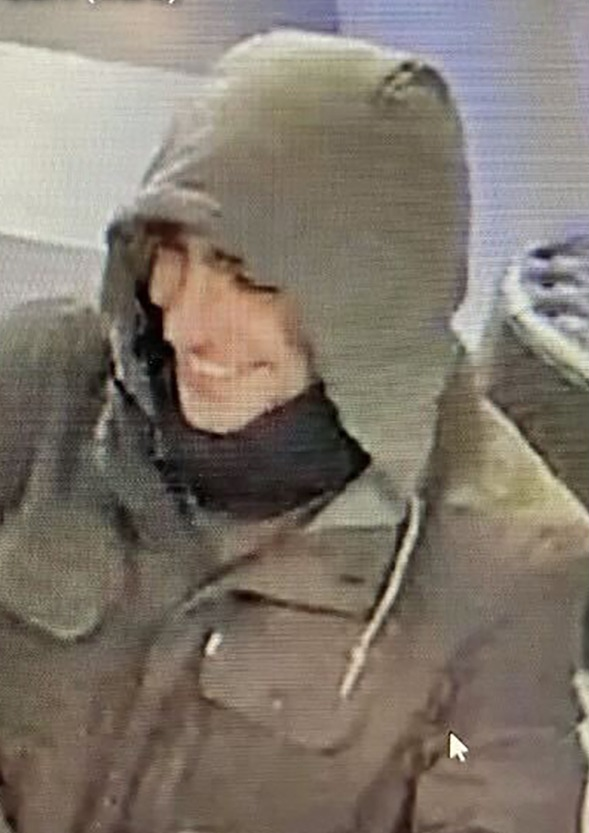
Imagem de câmera de vigilância

O suspeito foi descrito pela polícia como um homem branco, com aproximadamente 6 ft 1 in (185 cm) de altura, vestindo uma jaqueta com capuz marrom-claro ou creme, calças escuras e tênis pretos com sola branca. Ele usava uma mochila cinza e escondia o rosto com uma máscara preta. A polícia disse que ele parecia ser proficiente no uso de armas de fogo. O suspeito foi descrito como sendo “extremamente experiente em câmeras”, e até 8 de dezembro não foi preso.
O suspeito chegou à cidade de Nova York no dia 24 de novembro em um ônibus Greyhound. A rota do ônibus começou em Atlanta, mas as autoridades não sabem de qual cidade ou vilarejo o suspeito embarcou. O suspeito fez check-in no HI New York City Hostel, no Upper West Side de Manhattan – antigamente a Associação Residencial Casa de Repouso – no dia 24 de novembro com uma carteira de identidade falsa de Nova Jersey e pago em dinheiro. O suspeito ficou no hostel todas as noites, exceto uma, dos 10 dias em que esteve na cidade de Nova York, tendo feito o check-out dia 3 de dezembro. De acordo com duas fontes entrevistadas pelo The New York Times, conforme relatado pela primeira vez dia 5 de dezembro de 2024, os investigadores não conseguiram identificar o suspeito. A polícia disse em 6 de dezembro que o suspeito deixou a cidade pela Estação Rodoviária da Ponte George Washington.
Em 17 de dezembro, os promotores do caso anunciaram que Luigi Mangione (nascido em 6 de maio de 1998 em Towson, Maryland) foi indiciado por assassinato de Brian Thompson.
Em 23 de dezembro, Luigi Mangione, acusado de matar CEO de seguradora, se declarou inocente das acusações de assassinato e terrorismo na primeira audiência de processo na Justiça estadual.

## Investigação
O Departamento de Polícia de Nova Iorque e o presidente da câmara, Eric Adams, disseram que o assassinato pareceu ter sido intencional e não foi um ataque aleatório. Dia 4 de dezembro, a NYPD ofereceu até US$ 10.000 por informações sobre o atirador. Dia 5 de dezembro, as autoridades divulgaram imagens de um suspeito tiradas por câmeras de vigilância no albergue e em um café Starbucks. Duas fotos mostram o rosto do suspeito, incluindo uma em que ele sorri amplamente para uma recepcionista do hostel, supostamente tirando a máscara após flertar com a recepcionista. Além da recompensa de US$ 10.000 oferecida pela NYPD, o FBI juntou-se à investigação e ofereceu uma recompensa de até US$ 50.000 por informações que levem à prisão e condenação.

### Cartuchos da arma
As palavras "atrasar", "negar" e "depor" foram encontradas escritas em cartuchos no local. "Depor" foi inscrito em um cartucho de um tiro disparado contra Thompson, enquanto "atrasar" foi marcado em um cartucho não disparado ejetado quando o atirador engatilhou a pistola, possivelmente para desobstruir um engatilhamento ou descartar intencionalmente o tiro vivo. A polícia está investigando se as palavras sugerem um motivo, "atrasar, negar, defender", uma frase bem conhecida da indústria de seguros sobre não pagar indenizações. Delay, Deny, Defend é um livro de 2010 de Jay M. Feinman, um professor aposentado da Faculdade de Direito da Rutgers, no qual ele critica o sistema de seguros americano.[carece de fontes?]

### Outras evidências coletadas
Além dos invólucros de munição, uma garrafa de água, uma embalagem de bala e um telefone que se acredita estar conectado ao atirador também foram recuperados no local. Dia 6 de dezembro, a polícia disse que encontrou a mochila do atirador no Central Park. Nela havia uma jaqueta Tommy Hilfiger e dinheiro do jogo de tabuleiro Monopoly.
Em 11 de dezembro, a polícia disse que as impressões digitais encontradas na cena do crime em Nova York correspondem às de Luigi Mangione. O suspeito nega as acusações.

### Detenção
Uma pessoa de interesse foi detida em um restaurante McDonald's em Altoona, Pensilvânia, a cerca de 280 milhas (450 km) a oeste da cidade de Nova York, em 9 de dezembro. Ele tinha consigo uma arma impressa em 3D e um silenciador impresso em 3D semelhante ao usado no tiroteio, um manifesto de três páginas e uma identidade falsa com o mesmo nome da que o suposto atirador usou para fazer o check-in no albergue de Manhattan. O suspeito foi identificado e preso em Altoona por acusações locais relacionadas à arma, e seu nome foi divulgado à mídia. De acordo com um oficial sênior da polícia local, o manifesto carregado pelo indivíduo preso menciona explicitamente a UnitedHealthcare, destaca o tamanho e a receita significativa da empresa e critica as empresas de saúde por priorizarem os lucros em detrimento do atendimento ao paciente. O manifesto também diz: “Peço desculpas por qualquer conflito e trauma, mas isso tinha que ser feito”, e que “Esses parasitas mereciam”. No final do dia, o indivíduo preso foi acusado de assassinato em Nova York. Uma campanha de arrecadação de fundos coletiva GiveSendGo foi criada pelo "The December 4th Legal Committee" em Stone Harbor, Nova Jersey. A sua meta inicial de angariação de fundos era de 50 000 dólares.

## Reação

### Família
A viúva de Thompson, Paulette, divulgou uma declaração após o assassinato dizendo que ela e sua família estão "destroçados pelo assassinato sem sentido" e chamou seu marido de um "homem incrivelmente amoroso, generoso e talentoso" e "pai incrivelmente amoroso para nossos dois filhos". Pouco depois da morte, duas das casas pertencentes à família de Thompson foram destruídas.

### Políticos
Em resposta ao assassinato, autoridades públicas, incluindo o governador de Minnesota, Tim Walz, e a senadora Amy Klobuchar, expressaram consternação e ofereceram condolências à família. Walz disse que conhecia Thompson. O representante cessante da Câmara, Dean Phillips, escreveu que ficou "horrorizado com o assassinato do meu eleitor, Brian Thompson, esta manhã em Nova York e que tenho sua família em minhas orações". Em uma entrevista no "This Week" da ABC dia 8 de dezembro de 2024, o representante da Câmara Ro Khanna disse, a respeito do assassinato de Thompson, que "não há justificativa para a violência", ao mesmo tempo em que expressou seu apoio ao Medicare for All Act e argumentou que "depois de anos, Sanders está vencendo este debate". Khanna também elogiou uma declaração que o senador Bernie Sanders publicou um dia após o assassinato, que dizia: "Desperdiçamos centenas de bilhões por ano em despesas administrativas de saúde que tornam os CEOs de seguros e os acionistas ricos incrivelmente mais endinheirados, enquanto 85 milhões de americanos não têm seguro ou têm seguro insuficiente. A saúde é um direito humano. Precisamos do Medicare para todos".

### Corporações de saúde
A UnitedHealthcare, a Blue Cross Blue Shield e a CVS Health, que opera a Aetna, removeram fotografias e outras informações sobre a sua liderança executiva dos seus sites após o assassinato de Thompson. Além disso, nos dias seguintes à morte de Thompson, houve um aumento nas consultas sobre serviços de proteção e segurança para CEOs e executivos corporativos, de acordo com a empresa de segurança privada Allied Universal. Michael Sherman, ex-diretor médico da Point32Health, justificou as preocupações dos executivos de seguros de saúde, dizendo: "Não parece paranoico se preocupar com o fato de que alguém a quem foram negados serviços vistos como importantes possa estar em um estado emocionalmente instável."
Referindo-se à resposta online à morte de Thompson, Jeffrey Sonnenfeld, que dirige o Chief Executive Leadership Institute, afiliado a Yale, disse: "vimos a conversão assustadora e misteriosa de pessoas raivosas e perturbadas." Um executivo de seguro de saúde foi citado pelo Financial Times dizendo que ameaças contra empresas de seguro de saúde são comuns e que "teríamos momentos em que você negaria terapia a laser de prótons para uma criança com convulsões e os pais surtariam". Outro executivo foi citado dizendo: "O mais perturbador é a capacidade das pessoas de se esconderem atrás dos seus teclados e perderem a sua humanidade."
Após o assassinato, a Blue Cross Blue Shield Association reverteu uma decisão controversa de impor limites de tempo à cobertura de anestesia cirúrgica em Connecticut, Nova York e Missouri.

### Resposta do público
Os cidadãos norte-americanos expressaram predominantemente o seu desprezo por Thompson, pela UnitedHealthcare e pelo sistema de seguro de saúde do país, ao mesmo tempo que elogiaram o agressor desconhecido pelas suas ações. Os usuários compartilharam histórias pessoais de danos e mortes sofridas como resultado da negação de reivindicações, e brincaram sobre o assassinato com memes e humor negro. Anthony Zenkus, professor da Universidade de Columbia, disse nas redes sociais: "Hoje, lamentamos a morte de... Brian Thompson, morto a tiros... espere, sinto muito – hoje lamentamos a morte de 68.000 americanos que morrem desnecessariamente todos os anos para que executivos de companhias de seguros como Brian Thompson possam tornar-se multimilionários". Um médico disse ao The Daily Beast que acreditava que o perpetrador deveria ser levado à justiça, mas também afirmou que o papel de Thompson como CEO levou a uma quantidade enorme de sofrimento e perda de vidas, que ele descreveu como "na ordem de milhões", acrescentando que "[é] difícil para mim, simpatizar quando tantas pessoas sofreram por causa de sua empresa".
Um comentário popular no subreddit r/nursing zombou da morte de Thompson ao imitar uma carta de negação de cobertura para o atendimento de emergência de Thompson. O agressor recebeu atenção na internet por sua semelhança com os atores Timothée Chalamet e Jake Gyllenhaal. Um concurso de sósias em que os concorrentes tentavam parecer-se com o suspeito foi realizado dia 7 de dezembro no Washington Square Park. O Network Contagion Research Institute descobriu que, entre as postagens mais engajadas no X, seis em cada dez delas apoiaram implícita ou explicitamente o assassinato ou criticaram Thompson. Alguns comentários destacados apelaram a mais assassinatos de CEO e à guerra de classes; um investigador do instituto disse que o assassinato foi enquadrado como "um golpe inicial numa guerra de classes" e que os elogios ao assassinato vieram de todo o espectro político.
Após a morte de Thompson, a empresa controladora da UnitedHealthcare, UnitedHealth Group, publicou uma declaração no Facebook detalhando a morte e suas condolências oficiais. Embora a seção de comentários da postagem tenha sido desativada, aproximadamente 90.000 usuários do Facebook responderam à postagem com uma reação "Haha" (ou "rindo"), com apenas 2,200 reações "Triste" em 6 de dezembro.
O jornalista Taylor Lorenz republicou a foto do CEO de outra empresa de seguro saúde com uma seção em branco para a data da morte, acompanhada de uma legenda ponderando se deveria enviar "você é o próximo" para outros CEOs que estão no mesmo setor. Lorenz disse mais tarde que estava "explicando o sentimento público" e não pessoalmente a favor da violência. Robert Pape, um especialista em violência política na Universidade de Chicago, disse ao The Guardian que a resposta dos comentadores online era indicativa da crescente aceitação da violência pelos estadunidenses para resolver disputas civis.
Ao contrário de outros crimes de grande repercussão, este homicídio viu pouca vigilância na Internet e pouco trabalho de detetive amador, com vários influenciadores de crimes reais expressando apatia em relação à perspectiva de identificar o perpetrador. Alguns detetives da internet trabalharam para tentar solucionar o assassinato, e um esforço contra essas investigações foi lançado por apoiadores do assassinato. A NPR informou que estes utilizadores da Internet foram “vilanizados” pelas suas tentativas amadoras de ajudar na investigação — esforços que receberam uma resposta mista por parte de peritos qualificados.